# Matylda Pálfyová
Matylda Pálfyová (Kostoľany nad Hornádom, Checoslovaquia, 11 de marzo de 1912-Blestobany, Eslovaquia, 23 de septiembre de 1944) fue una gimnasta artística checoslovaca, cuatro veces campeona del mundo, entre los mundiales de Budapest 1934 y Praga 1938.

## Carrera deportiva
En las Olimpiadas de Berlín 1936 gana la plata por equipos, tras las alemanas y por delante de las húngaras, y siendo sus compañeras de equipo: Jaroslava Bajerová, Božena Dobešová, Vlasta Foltová, Anna Hřebřinová, Vlasta Dekanová, Zdeňka Veřmiřovská y Marie Větrovská.
Y en el Mundial de Praga 1938 gana el bronce en la competición general individual —tras sus compatriotas las checoslovacas Zdenka Vjerzimirsková y Vlasta Dekanová—, y también oro en el concurso por equipos, por delante de Yugoslavia y Polonia.